# Falk Boden
Pour les articles homonymes, voir Boden.
Falk Boden est un coureur cycliste allemand, né le 20 janvier 1960 à Elsterwerda, dans le Brandebourg. Né en RDA, il a été un des champions les plus en vue du cyclisme est-allemand des années 1980, remportant notamment trois fois le titre de Champion du monde du contre-la-montre par équipes avec l'équipe de RDA.

## Biographie
Falk Boden passe son enfance dans la petite ville de Kamenz, où il commence le cyclisme. Ses performances lui permettent d'être envoyé à l'école de sport de Francfort-sur-l'Oder, où il rejoint le club de l'ASK Vorwärts Frankfurt (Oder). Aux spartakiades juniors, il prend la deuxième place du contre-la-montre sur route. Il est alors intégré dans les équipes nationales de la RDA et devient de nombreuses fois champion du monde. Il gagne ainsi deux fois consécutivement le titre de champion du monde de poursuite par équipes junior en 1977 et 1978. Il remporte également en 1978 la Course de la Paix juniors.
En 1979, au sein de l'équipe de la RDA, il conquiert son premier titre mondial séniors, aux 100 km contre-la-montre par équipes avec Hans-Joachim Hartnick, Andreas Petermann et Bernd Drogan. Médaillé d'argent aux Jeux olympiques de Moscou dans cette discipline, le quatuor de la RDA conserve le titre de l'épreuve des 100 km contre-la-montre lors des Championnats du monde de 1981. Falk Boden est alors accompagné d'Olaf Ludwig, Bernd Drogan et Mario Kummer. Il réussit en 1983 ses meilleures performances individuelles sur route, en remportant la Course de la Paix, qu'il terminera encore deux fois quatrième en 1985 et 1990.
Fortement concurrencée par les Soviétiques et les Néerlandais, l'équipe de la RDA de contre-la-montre retrouve le titre mondial en 1989, toujours avec Falk Boden parmi les hommes de base, avec Mario Kummer, Maik Landsmann et Jan Schur. Elle remporte une nouvelle médaille d'argent l'année suivante.
Après la chute du mur de Berlin, Boden quitte l'armée allemande, où il était capitaine, et passe professionnel dans l'équipe PDM-Concorde. Il devient en 1991 le premier champion de l'Allemagne réunifiée. En 1993, il rejoint l'équipe Festina, qui l'exclut pour avoir aidé Miguel Indurain sur le Tour d'Italie.

## Palmarès sur route

### Par année
- 1978
  - Course de la Paix juniors
- 1979
  -  Champion du monde du contre-la-montre par équipes (avec Hans-Joachim Hartnick, Andreas Petermann et Bernd Drogan)
  -  Champion de RDA du contre-la-montre
  -  Champion de RDA du contre-la-montre par équipes
- 1980
  -  Champion de RDA du contre-la-montre
  -  Champion de RDA du critérium
  - Tour de RDA :
    - Classement général
    - Prologue (contre-la-montre par équipes) et 3e étape

  -  Médaillé d'argent du contre-la-montre par équipes des Jeux olympiques
  - 3e du championnat de RDA sur route
- 1981
  -  Champion du monde du contre-la-montre par équipes (avec Olaf Ludwig, Bernd Drogan et Mario Kummer)
  - Prologue, 3ea et 4e étapes du Sealink International Grand Prix
    - 3e au classement général

  - 2e du championnat de RDA sur route
  - 3e du championnat de RDA du contre-la-montre
- 1982
  -  Champion de RDA sur route
  - 4e étape du Tour de Slovaquie
  - 2e étape du Tour de l'Avenir (contre-la-montre par équipes)
  - 5e du Tour de l'Avenir
  - 7e du championnat du monde sur route amateurs
- 1983
  - 5e étape du Tour du Maroc
  - Classement général de la Course de la Paix
  - 3e étape du Tour de RDA
  - 2e du Tour du Maroc
  - 3e du championnat de RDA de course de côte
  - 8e du championnat du monde sur route amateurs
- 1984
  - Tour de RDA :
    - Classement général
    - 7e étape

  - Tour de Basse-Autriche
  -  Médaillé d'or du contre-la-montre par équipes aux Jeux de l'Amitié (avec Uwe Ampler, Bernd Drogan et Mario Kummer)
  - 2e de l'Olympia's Tour
  - 3e du championnat de RDA sur route
  - 3e du championnat de RDA du contre-la-montre
- 1985
  - 6ea étape du Tour du Hainaut occidental
  - 4e de la Course de la Paix
- 1987
  - 2e étape du Tour du Hainaut occidental
- 1988
  - 5e étape du Tour d'Autriche
  - 6e, 8e et 9e étapes du Tour d'Algérie
  - 2e du championnat de RDA sur route
  - 3e du Tour d'Algérie
- 1989
  -  Champion du monde du contre-la-montre par équipes (avec Mario Kummer, Maik Landsmann et Jan Schur)
  - Regio Tour
  - 8e et 9e étapes du Tour d'Autriche
  - 4e de la Course de la Paix
- 1990
  -  Champion du monde militaire du contre-la-montre par équipes (avec Dan Radtke, Hagen Bernutz et Ralf Koldewitz)
  - 2e du Tour de Thuringe
  -  Médaillé d'argent du championnat du monde du contre-la-montre par équipes
  - 7e du Championnat du monde sur route amateurs
- 1991
  -  Champion d'Allemagne sur route
  - 8e du Grand Prix de Zurich
- 1993
  - 3e épreuve du Coca-Cola Trophy
  - 3e du Coca-Cola Trophy
- 1995
  - 2e de l'Erzgebirgsrundfahrt

### Résultats sur les grands tours

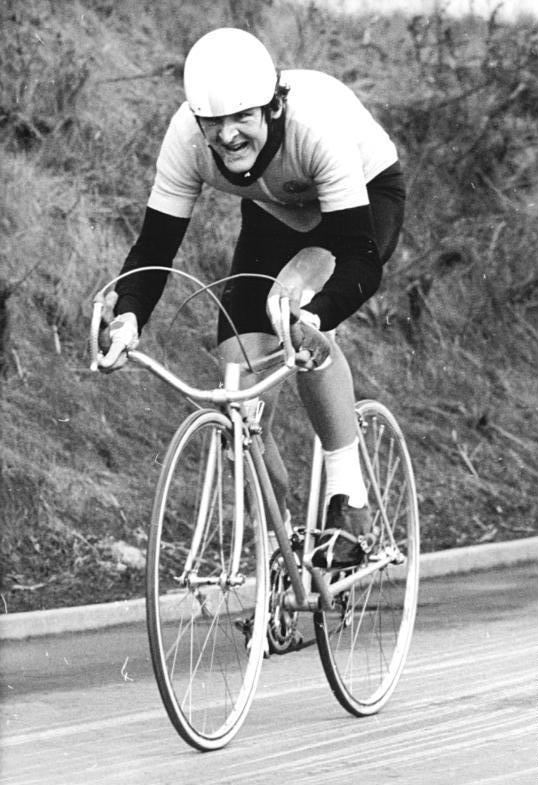
Falk Boden au Tour de Thuringe 1981.

#### Tour de France
2 participations
- 1991 : hors délais (10e étape)
- 1992 : non-partant (7e étape)

#### Tour d'Italie
1 participation
- 1993 : 78e

#### Course de la Paix(récapitulation)
- 1982 : 31e[1] (+ victoire par équipes, avec l'équipe de la RDA)
- 1983 : 1er (+ victoire par équipes avec l'équipe de la RDA)
- 1985 : 4e
- 1990 : 4e

## Palmarès sur piste
- 1977
  -  Champion du monde de poursuite par équipes juniors (avec Olaf Ludwig, Andreas Kluge et Thomas Barth)
- 1978
  -  Champion du monde de poursuite par équipes juniors (avec Olaf Ludwig, Udo Smektalla et Thomas Barth)